# (7871) Tunder
(7871) Tunder ist ein Asteroid des inneren Hauptgürtels, der am 22. September 1990 vom belgischen Astronomen Eric Walter Elst am La-Silla-Observatorium (IAU-Code 809) der Europäischen Südsternwarte entdeckt wurde.
Der Himmelskörper wurde nach dem deutschen Komponisten und Organisten Franz Tunder (1614–1667) benannt, der als einer der großen Vertreter der Norddeutschen Orgelschule gilt.